# Stadio di Delfi
Lo stadio di Delfi si trova sulla cima del sito archeologico di Delfi. Si affaccia sul santuario di Apollo e gode di una meravigliosa vista sul paesaggio delfico. È stato costruito nella seconda metà del IV secolo a.C. o anche dopo gli attacchi dei Galati. Misurava 178 metri di lunghezza e ha conosciuto diverse fasi di ristrutturazione. Lo stadio di Delfi è lo stadio antico meglio conservato in Grecia.

## Descrizione
Lo stadio occupava la parte più alta del sito, costruita sopra e a nord-ovest del santuario di Apollo. È attestato epigraficamente come "lo stadio pythikon". A nord era sostenuto dalla pendenza della montagna, mentre a sud era stato costruito un muro per sostenere i posti per gli spettatori. Non si conosce quando si è cominciati a usare il sito per i giochi pitici. Tuttavia, lo studio archeologico dimostra che la vera e propria formazione architettonica ebbe luogo nella seconda metà del IV secolo o verso la metà del III secolo a.C., dopo la vittoria contro i Galati e forse su iniziativa della Lega etolica. All'interno dello stadio si sono svolte le gare "ginniche", e gli sport di atletica leggera. Probabilmente erano organizzati anche dei concorsi musicali. Un'iscrizione del II secolo a.C. ci informa su Satyr il Samiano che ha eseguito l'inno "per il dio e i greci" al suono della chitarra.
Un'altra interessante iscrizione, incastonata sul lato orientale del muro di sostegno, è quella che vieta di prendere il vino destinato a riti sacri. L'iscrizione ha attirato l'interesse degli epigrafisti, ma è stato suggerito che forse questo non era il suo posto originale.
La costruzione dello stadio può essere individuata in almeno quattro fasi differenti. Le date di costruzione iniziali, come accennato in precedenza, al IV o alla metà del III secolo a.C. Quest'ultima datazione coincide con la celebrazione della Soteria, una celebrazione cerimoniale della vittoria contro i Galati. Fino a 20 atleti potevano gareggiare simultaneamente sulle piste, ma presto le piste vennero ridotte a 17. I punti di partenza erano realizzati in pietra. I livelli sul lato sud sono stati aggiunti solo nel 100 a.C. Una fase finale di restauro ha avuto luogo nel periodo romano, consistente nel rinforzo dei livelli con la pietra.
La capacità totale era di circa 6.500 spettatori. Il punto di partenza è conservato a est con due file di lastre incise ai piedi dei corridori. Quattro pilastri sul lato orientale devono aver sostenuto un arco monumentale.

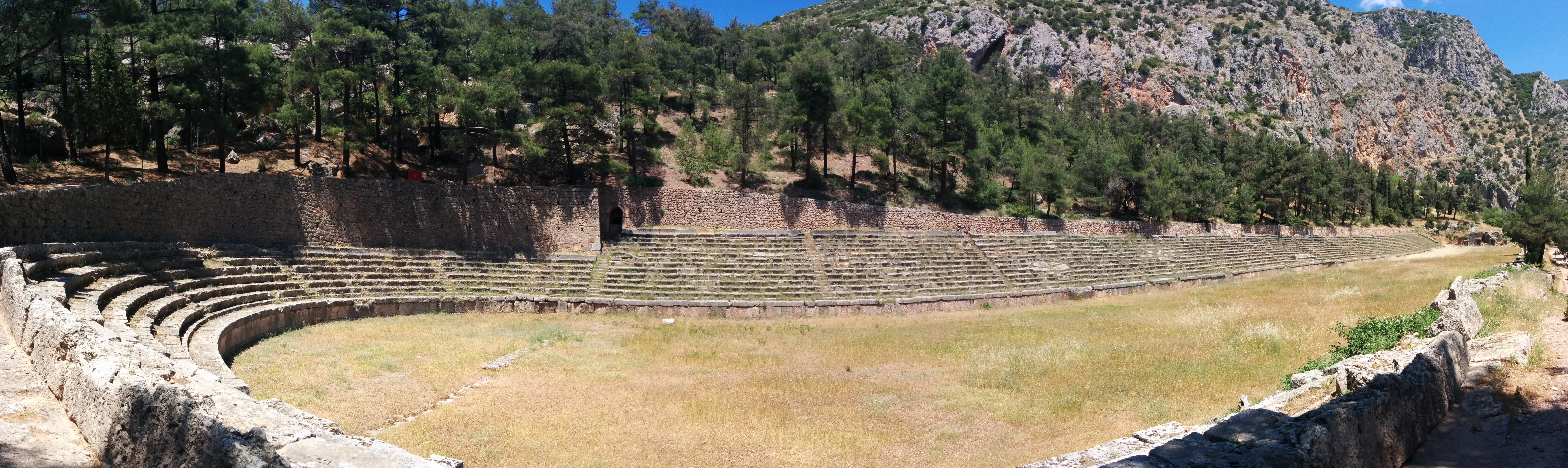
Panoramica dello stadio

## Galleria d'immagini

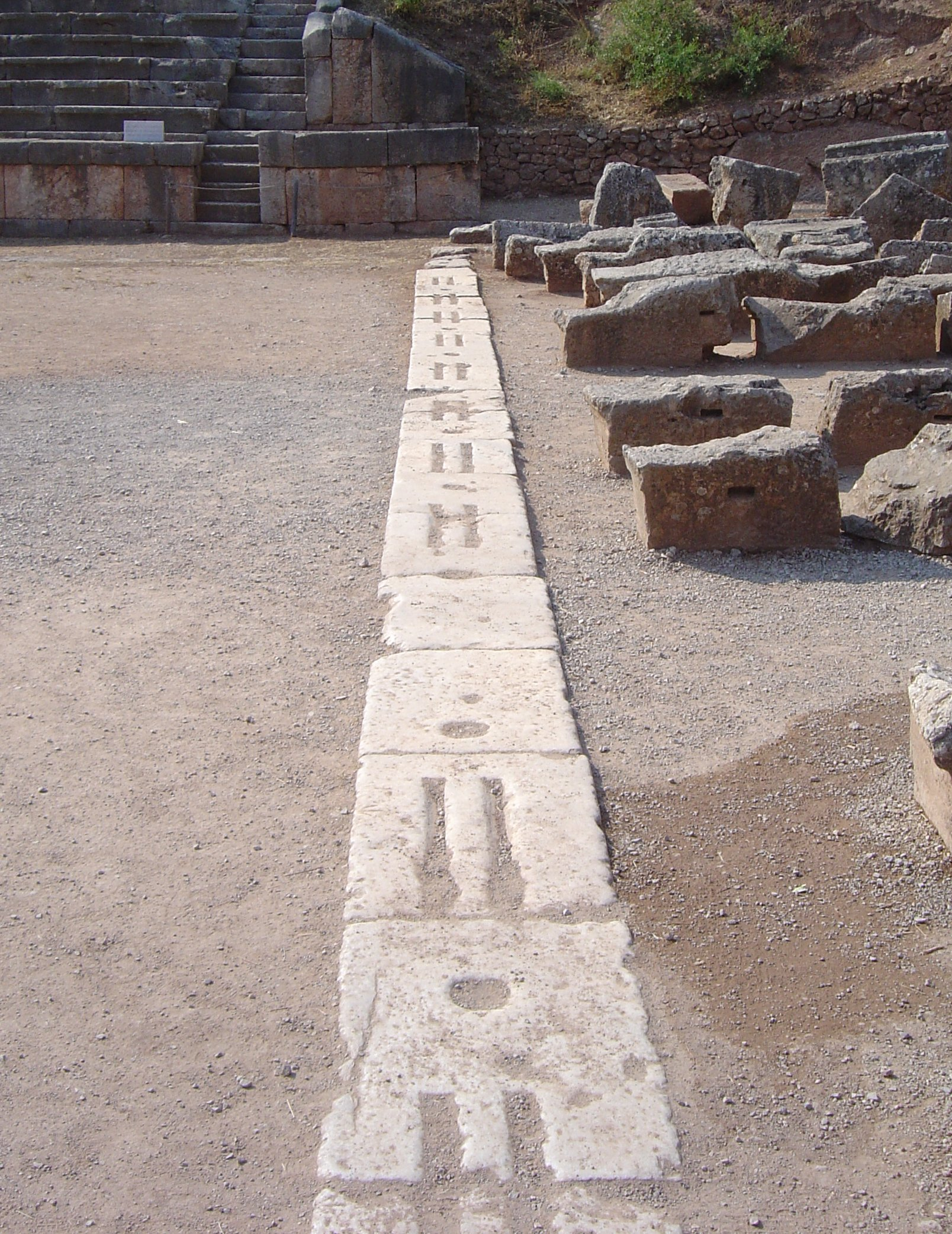
Linea di partenza
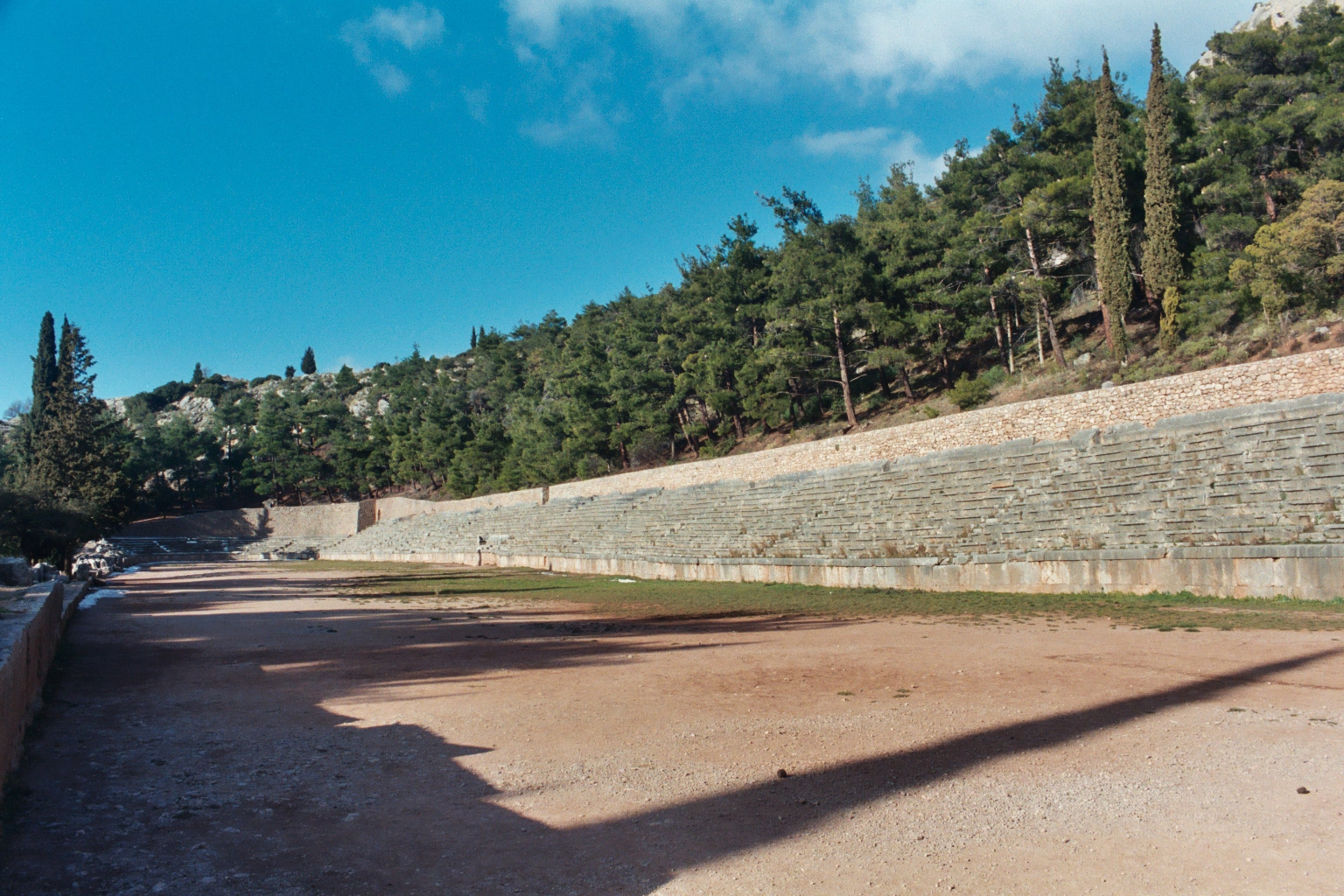
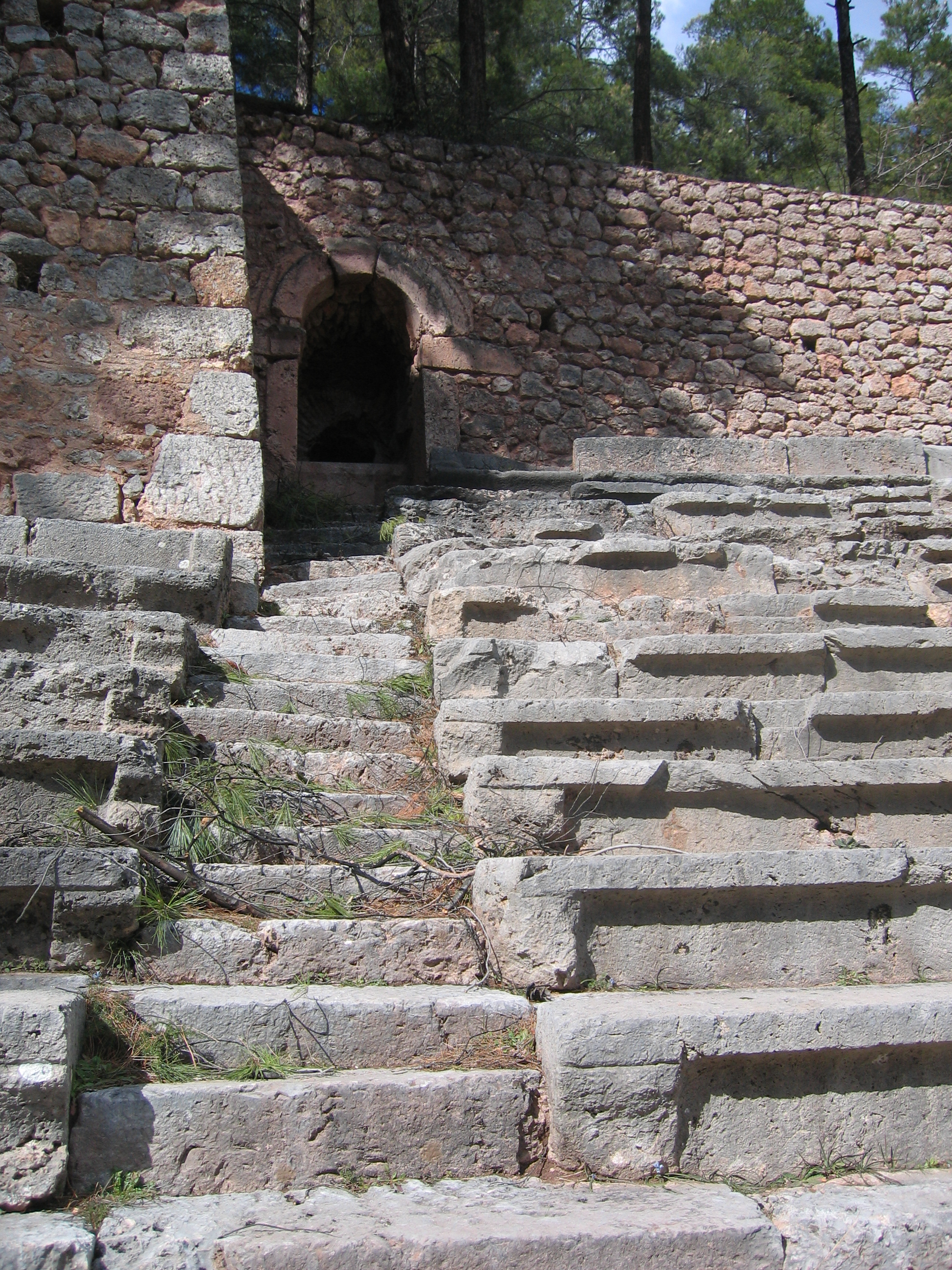
Gradinata